# Antoni Goerne
Antoni Goerne, ps. „Antoni Borkowski”, "Wacław Górnicki" (ur. 31 sierpnia 1890 w Borkowie, powiat Kalisz, zm. 10 maja 1957) – polski ekonomista, działacz narodowy.

## Życiorys
Od 1915 należał do Ligi Narodowej i Zjednoczenia Narodowego. W okresie międzywojennym był członkiem ZLN, OWP oraz SN.
Do 1926 pracował w Ministerstwie Skarbu jako wyższy urzędnik (w 1923 naczelnik wydziału), a następnie w magistracie warszawskim. W latach 30. był administratorem „ABC – Nowiny Codzienne” (kierował działem ogłoszeń, a od maja do grudnia 1938 był członkiem zarządu spółki „ABC”).
Należał do grupy działaczy narodowych, którzy powołali do życia ONR. W ramach aktywności w tej organizacji działał w Związku Popierania Polskiego Stanu Posiadania, gdzie podlegał Edwardowi Kemnitzowi.
Na początku wojny nawiązał kontakt z „Biurem Politycznym” (komórka, która nadzorowała finanse przekazywane od Rządu RP na obczyźnie), następnie wszedł w skład „Zakonu Narodowego” oraz Komitetu Politycznego Organizacji Polskiej. Stał na czele grupy gospodarczej „Zakonu” oraz wydziału gospodarczego Służby Cywilnej Narodu. W SCN funkcjonowała m.in. Grupa Gospodarcza, gdzie kierował Wydziałem Finansowym. Wcześniej wchodził też w skład zarządu kierującego działaniami Komisariatu Cywilnego (przekształconego następnie w SCN), zaplecza eksperckiego dla Związku Jaszczurczego. W ramach „Biblioteczki Szańca” opublikował w 1941 jako Wacław Górnicki pracę pt. Polska po wojnie. Był pierwszym redaktorem pisma Brygady Świętokrzyskiej  „W Marszu i Boju”.
Po powrocie do Polski został aresztowany w listopadzie 1945 i ponad rok później (10 grudnia 1946) skazany na osiem lat więzienia. Dzięki amnestii wyrok został skrócony o połowę. Do kolejnego aresztowania doszło 14 października 1950 i także wyrokiem wydanym po ponad roku (13 listopada 1951) przez Sąd Wojewódzki m.st. Warszawy skazano go na dożywocie. Z więzienia wyszedł w 1956.
2 maja 1923 został odznaczony Krzyżem Oficerskim Orderu Odrodzenia Polski „za zasługi, położone na polu organizacji skarbowości w Rzeczypospolitej Polskiej”.
Pochowany na cmentarzu ewangelicko-augsburskim w Warszawie (aleja 49, grób 45).